# Erosión lingüística
La erosión, atrición, desgaste, o deterioro lingüístico, es el proceso de pérdida paulatina de una lengua materna. Este proceso es generalmente causado tanto por el aislamiento de los hablantes de la primera lengua ("L1") como por la adquisición y el uso de una segunda lengua ("L2"), lo que interfiere con la correcta producción y comprensión de la primera. Es probable que esa interferencia de un segundo idioma la experimenten en cierta medida todos los bilingües, pero es más evidente entre los hablantes para los que un idioma distinto del primero ha empezado a desempeñar un papel importante, si no dominante, en la vida cotidiana; esos hablantes tienen más probabilidades de experimentar una erosión lingüística.
Hay varios factores que influyen en el proceso. La exposición y el uso frecuentes de un determinado idioma son adecuados para mantener intacto el sistema de la lengua materna. Sin embargo, en numerosas ocasiones las investigaciones no han podido confirmar este postulado. Una actitud positiva hacia el idioma potencialmente erosionado o a su comunidad de hablantes y la motivación para retenerlo son otros elementos que pueden reducir el desgaste. Estos factores son demasiado difíciles de confirmar por las investigaciones. Sin embargo, la edad de una persona puede predecir bien la probabilidad de desgaste: se ha demostrado que los niños tienen más probabilidades de perder su primer idioma que los adultos.
Estos factores son similares a los que afectan a la adquisición de un segundo idioma, y a veces se comparan los dos procesos. Sin embargo, el impacto general de estos factores es mucho menor que el de la adquisición de un segundo idioma.
La erosión del lenguaje resulta en una disminución del dominio del idioma. El consenso actual es que se manifiesta en primer lugar y de manera más notable en el vocabulario de los hablantes (en su acceso léxico y en su léxico mental), mientras que las representaciones gramaticales y especialmente fonológicas parecen más estables entre los hablantes que emigraron después de la pubertad.